# Fernando Apolinario
Fernando Apolinario (Uruguay, 21 de junio de 1954) es un exfutbolista uruguayo. Desempeñó como arquero en clubes de Uruguay y Perú.

## Trayectoria
Se inició en el Racing Club de Montevideo.Apolinario vino al Perú en el año 1975 contratado por el Club Alianza Lima, pero tapó muy poco, pues el titular era José González Ganoza. Después se fue a Colombia y en 1978 regresó para fichar por el Club Atlético Chalaco.pero antes de su venida (1977) salió subcampeón con  Wanderers Football Cluben Uruguay, aunque no atajó un solo partido, pues su equipo contrató al argentino Miguel Ángel Ortiz y terminó en la banca. Fue referente de otros arqueros como Robert Dante Siboldi y Gastón Olveira.

## Clubes
| Club                      | País    | Año       |
| ------------------------- | ------- | --------- |
| Racing Club de Montevideo | Uruguay | 1971      |
| Montevideo Wanderers      | Uruguay | 1973-1975 |
| Alianza Lima              | Perú    | 1975      |
| Sud América               | Uruguay | 1976      |
| Montevideo Wanderers      | Uruguay | 1977      |
| Danubio                   | Uruguay | 1978      |
| Atlético Chalaco          | Perú    | 1978-1981 |
| Deportivo Cantolao        | Perú    | 1982      |
| Mina San Vicente          | Perú    | 1986      |